# Тимьян мясистый
Тимья́н мяси́стый (лат. Thymus carnosus) — небольшой кустарник, вид  рода Тимьян (Thymus) семейства яснотковые (Lamiaceae).

## Ботаническое описание
Небольшой, подушковидный карликовый кустарник высотой от 20 до 40 см. Древесные оси побегов вертикальные или восходящие.
На осях побегов расположены пучки листьев, которые делятся на черешок и листовую пластинку. Простая мясистая листовая пластинка имеет яйцевидно-ланцетную форму длиной 5–7 мм и шириной 1–2 мм. Верхняя сторона листа голая, а нижняя — томентозная. Край листа отгибается, а у основания лопасти он реснитчатый.
Соцветия удлинённые, диаметром 1–3 см. Прицветники яйцевидные, зеленоватого цвета.
Цветки в основном гермафродитные, зигоморфные, пятилепестковые с двойным околоцветником. Пять чашелистиков сросшиеся в форме колокольчика, трубка чашечки длиной 3–4 мм четко двугубая, верхние зубцы чашечки такой же длины, как и ширины, не реснитчатые. Пять беловатых лепестков сросшиеся.
Число хромосом 2n = 56.

## Распространение и угроза исчезновения
Thymus carnosus встречается на Пиренейском полуострове только от юго-запада до юга Португалии и на юго-западе Испании. Произрастает на Атлантическом побережье, его ареал фрагментирован. В Португалии встречается от юга Лиссабона до Вила-Реал-де-Санту-Антониу в регионах Эстремадура, Байшу-Алентежу и Алгарве. В Испании встречается только в пяти местах на побережье провинции Уэльва от реки Одиель до Гвадианы.
Международный союз охраны природы (МСОП) относит этот вид к категории NT = Near Threatened, то есть потенциально находящийся под угрозой исчезновения. Популяции сокращаются в основном из-за влияния человека.

## Таксономия
Thymus carnosus был впервые научно описан в 1838 году Пьером Эдмоном Буассье в книге: Elenchus Plantarum Novarum minusque cognitarum quas in itinere hispanico legit.